# Mitontic
Mitontic es una localidad del estado mexicano de Chiapas, cabecera del municipio homónimo. Está ubicada en la posición 16°52′1″N 92°37′59″O / 16.86694, -92.63306, a una altitud de 1641 m s. n. m.

## Demografía
Cuenta con 1275 habitantes lo que representa un incremento promedio de 5.3% anual en el período 2010-2020 sobre la base de los 770 habitantes registrados en el censo anterior. Ocupa una superficie de  0.3535 km², lo que determina al año 2020 una densidad de 3606 hab/km².
| Gráfica de evolución demográfica de Mitontic entre 2000 y 2020    |
|                                                                   |
| Fuente: Instituto Nacional de Estadística Geografía e Informática |

En el año 2010 estaba clasificada como una localidad de grado muy alto de vulnerabilidad social.
La población de Mitontic está mayoritariamente alfabetizada (10.90% de personas analfabetas al año 2020) con un grado de escolarización en torno de los 6.5 años. El 91.14% de la población se reconoce como indígena.